# Sassoferrato

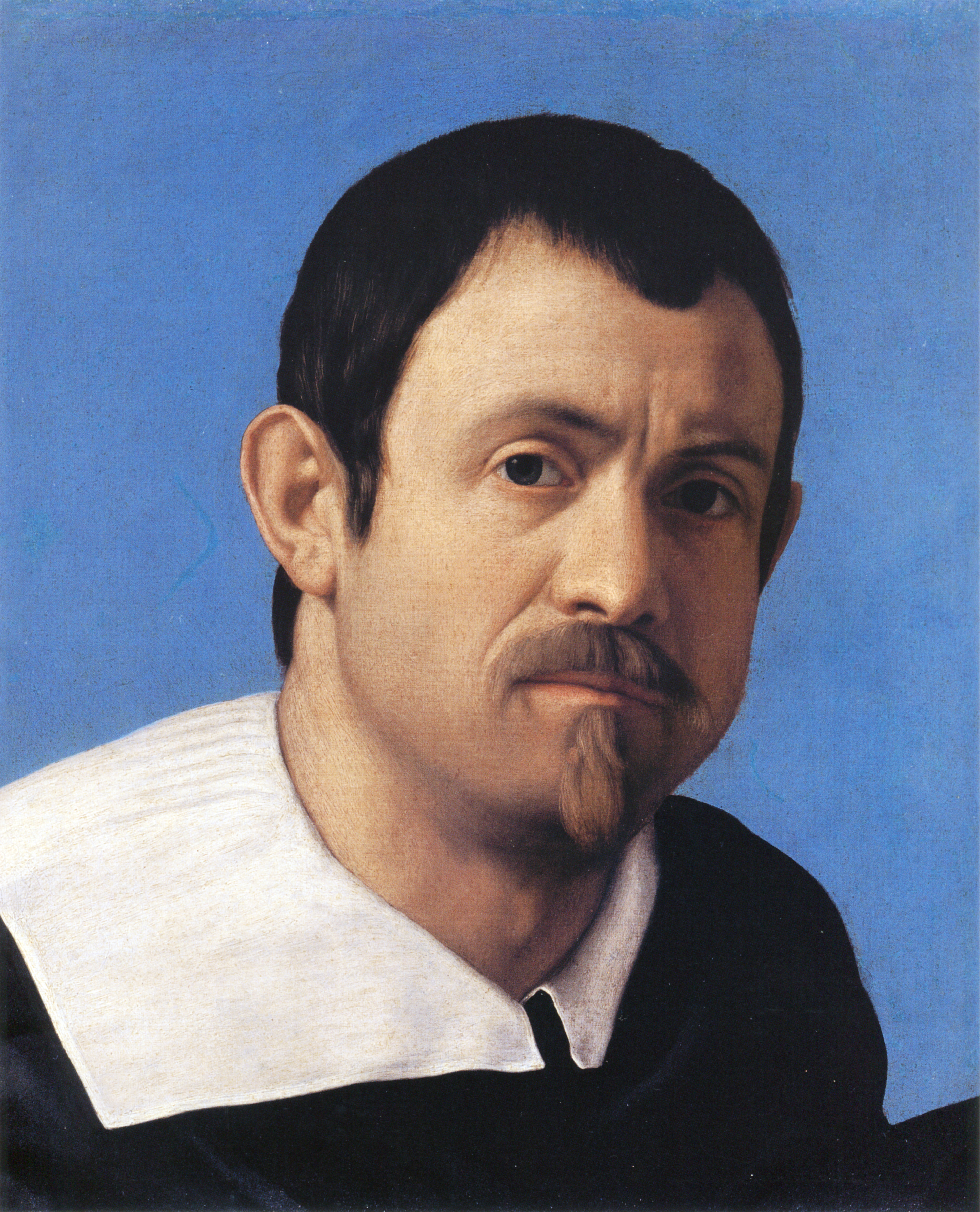
Selbstporträt

Giovanni Battista Salvi, genannt Sassoferrato (* 25. August 1609 in Sassoferrato; † 8. April 1685 in Rom) war ein italienischer Maler des Barocks.

## Leben und Wirken
Salvi, benannt nach seiner Heimatstadt, kam schon früh nach Rom, um die Werke von Raffael zu studieren. Später ging er nach Neapel, um u. a. das Werk von Annibale Carracci und dessen Umkreis (besonders Guido Reni) zu studieren. Er war meist in Rom tätig, wo er auch am 8. April 1685 starb.

## Werk

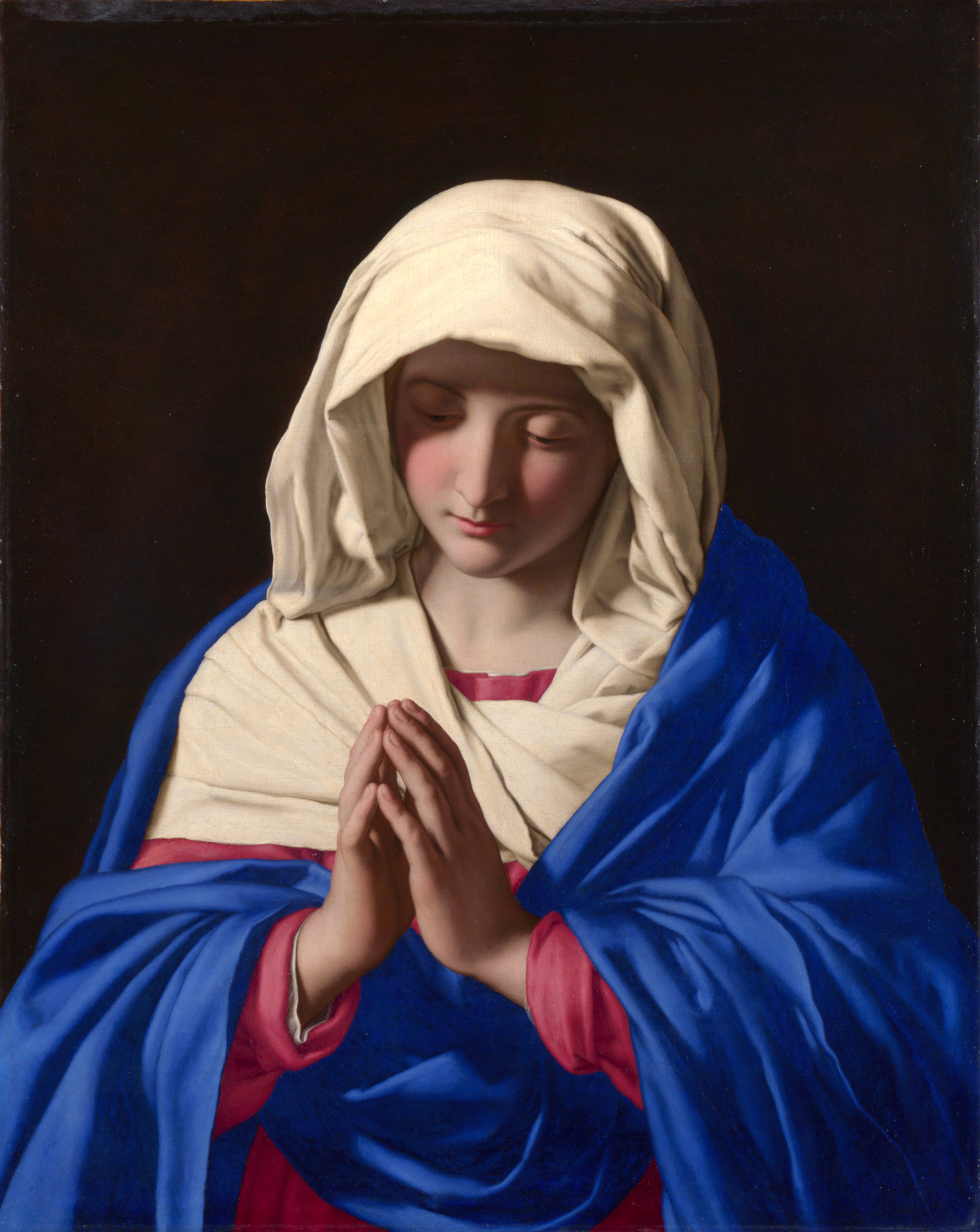

Er malte fast ausschließlich Madonnen, betende und solche mit dem schlafenden Kind. Seine Bilder zeigen eine innige und wahre, wenn auch schwächliche Empfindung und sind mit Sorgfalt in hellen Farben gemalt. In vielen Kirchen und Galerien Italiens und in den meisten Sammlungen des Auslandes sind Werke von Sassoferrato vertreten.